# Best Of (The Cardigans)
Best Of è il primo greatest hits dei The Cardigans, pubblicato in tutto il mondo nei primi mesi del 2008.

## Tracce

### CD 1
1. Rise & Shine
2. Sick & Tired
3. After All...
4. Carnival
5. Daddy's Car
6. Lovefool
7. Been It
8. Losers
9. War
10. My Favourite Game
11. Erase/Rewind
12. Hanging Around
13. Higher
14. For What It's Worth
15. You're the Storm
16. Live and Learn
17. Communication
18. I Need Some Fine Wine and You, You Need to Be Nicer
19. Don't Blame Your Daughter (Diamonds)
20. Godspellv
21. Bonus Track (Skit)
22. Burning Down the House (con Tom Jones)

### CD 2
1. Pooh Song
2. After All... (Demo '93)
3. I Figured Out (Demo '93)
4. Laika
5. Plain Parade
6. Emmerdale
7. Carnival (Puck Version)
8. Happy Meal I
9. Nasty Sunny Beam
10. Blah Blah Blah
11. Losers (First Try)
12. Country Hell
13. Lovefool (Puck Version)
14. War (First Try)
15. Deuce
16. The Road
17. Hold Me (Mini Version)
18. Hold Me
19. If There is a Chance
20. For the Boys
21. (If You Were) Less Like Me
22. Slowdown Town
23. Give Me Your Eyes
24. Slow

## Formazione
- Nina Persson - voce e armonica
- Peter Svensson - chitarra
- Magnus Sveningsson - basso
- Bengt Lagerberg - batteria
- Lars-Olof "Lasse" Johansson - tastiera e chitarra